# Gran Ducado de Oldemburgo
El Gran Ducado de Oldemburgo (en alemán: Großherzogtum Oldenburg, a veces llamado como como Holstein-Oldenburg) fue un estado alemán qué existió dentro de la Confederación Germánica, la Confederación Alemana del Norte y el Imperio Alemán. Fue creado en 1813, cuando el Ducado de Oldemburgo fue ascendido a un Gran Ducado dentro de la Confederación del Rin
El gran ducado estaba compuesto por tres territorios muy separados: Oldemburgo, Eutin y Birkenfeld. Ocupaba el décimo lugar entre los estados alemanes, tenía un voto en el Bundesrat y tres miembros en el Reichstag. Su familia gobernante, la Casa de Oldemburgo, también llegó a gobernar en Dinamarca, Noruega, Suecia, Grecia, Rusia y el Reino Unido.

## Historia
El Gran Ducado de Oldemburgo se fundó en 1815, combinando el territorio del antiguo Ducado de Oldemburgo con el Principado de Birkenfeld. Si bien Oldemburgo fue elevado a gran ducado en el Congreso de Viena, los dos primeros grandes duques continuaron llamándose simplemente duques, y no fue hasta 1829 que el recién ascendido Augusto utilizó el título de gran duque. Aunque paternalistas, los primeros grandes duques no aprobaron una constitución hasta que los acontecimientos los sorprendieron en 1848. Oldemburgo no escapó del todo a las revoluciones de 1848 que azotaron Europa, pero no se produjeron disturbios graves. 

Bandera del Gran Ducado de Oldemburgo desde 1902.

En 1853 vendió un poco de terreno al Reino de Prusia, para que esta pudiera construir un puerto en el Mar del Norte. Este se llamaría Wilhelmshaven.
En 1871, el Gran Ducado se convirtió en un estado del Imperio alemán. Oldemburgo siguió siendo una monarquía hasta la Revolución alemana de 1918-1919, cuando el último gran duque, Federico Augusto II, abdicó y Oldemburgo se convirtió en un estado constituyente de la República de Weimar como Estado Libre de Oldemburgo.

## Soberanos de Oldemburgo

### Duques del Gran Ducado de Oldemburgo (1815-1829)
- 1813-1823 Guillermo de Holstein-Oldemburgo (formalmente Gran Duque desde 1815)
- 1823-1829 Pedro I

### Grandes Duques de Oldemburgo (1829-1918)

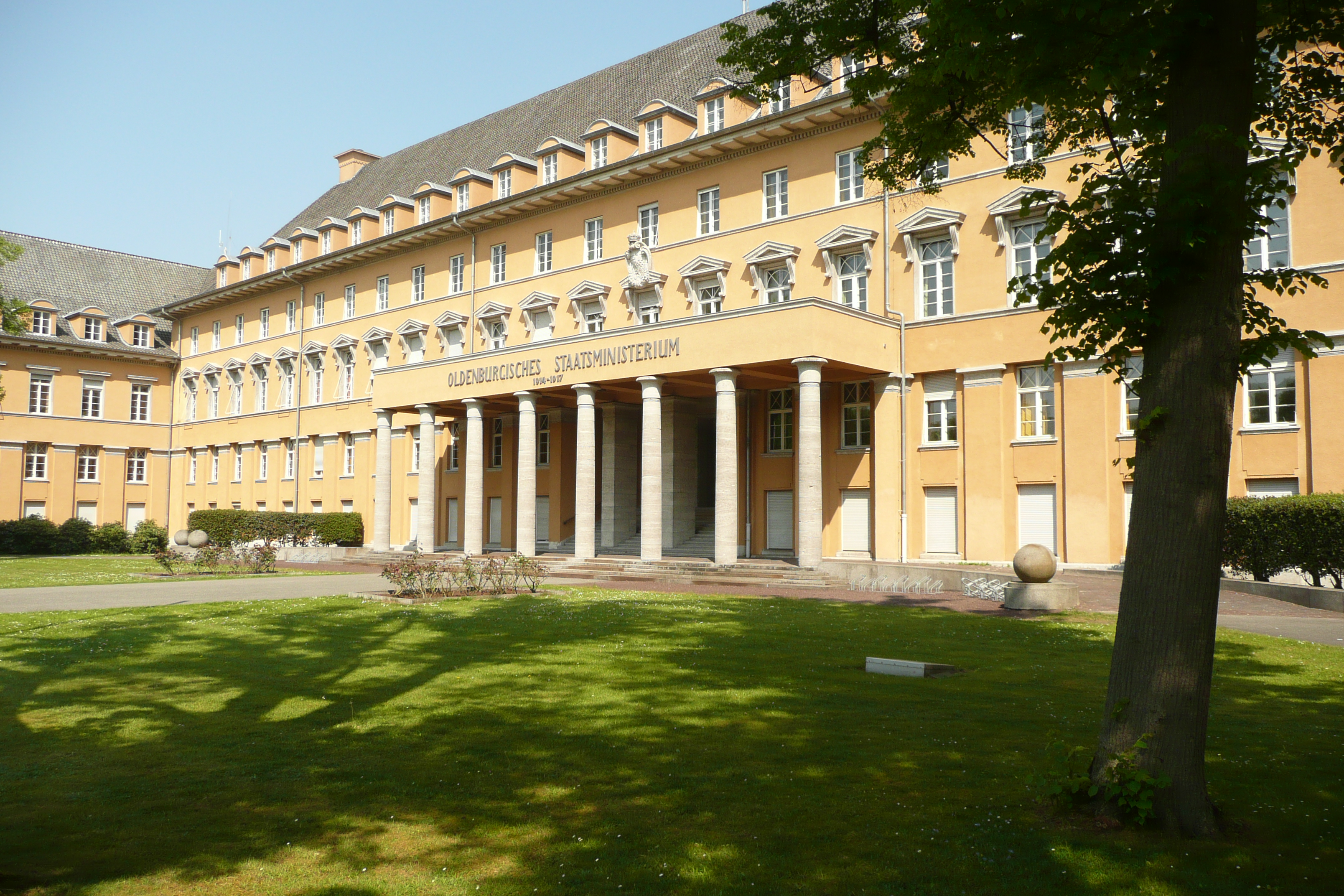
Sede del Ministerio de Estado de Oldemburgo, 1946 a 2004 (Sede del presidente del Gobierno).

- 1829-1853 Augusto I
- 1853-1900 Pedro II
- 1900-1918 Federico Augusto II

### Jefes de la Casa Gran Ducal de Oldemburgo desde 1918 (no regente)
- 1918-1931 Federico Augusto II
- 1931-1970 Nicolás
- 1970-2014 Antonio Gunter
- 2014-presente Cristián Nicolás